# Sundstraumen (Bodø)
Der Sundstraumen ist ein norwegischer Gezeitenstrom, der die gleichen Gewässer verbindet wie der wesentlich bekanntere Saltstraumen. Er liegt etwa acht Kilometer Luftlinie südöstlich der Stadt Bodø in der gleichnamigen Kommune Bodø. Das Gebiet gehört zum Fylke Nordland.

## Lage und Beschaffenheit
Der Gezeitenstrom befindet sich zwischen der Insel Straumøya und dem norwegischen Festland und verbindet den Ytre Sundan mit dem Indre Sundan, die jeweils Teil des Saltfjords und des Skjerstadfjords sind. Die Meerenge ist ca. 850 Meter lang, an ihrer engsten Stelle 60 Meter breit und elf Meter tief. Eine Straßenverbindung dorthin gibt es nicht. Erreichbar ist die Meerenge mit dem Boot. Das Nordufer des Sundstraumen ist Teil des Sundstraumlian Naturreservat.

## Gezeiten
Der Sundstraumen hat die gleichen Gezeiten wie sein größerer und stärkerer Nachbar Saltstraumen. Zwar entwickelt der Sundstraumen ebenfalls eine starke Strömung, allerdings tauscht er nicht so viel Wasser aus wie der Saltstraumen, da sein Querschnitt (Breite mal Tiefe) an seiner engsten Stelle geringer ist. Beide Gezeitenströme ändern viermal täglich ihre Strömungsrichtung und haben ihre Tidenumkehr bedingt durch Tidal Choking zirka eine Stunde und 41 Minuten versetzt nach Hoch- bzw. Tiefwasser des Saltfjords. Ein weiterer Gezeitenstrom, der Saltfjorden und Skjerstadfjorden verbindet, ist der Godøystraumen.